# Kate Jackson
Kate Jackson (Birmingham, Alabama, 1948. október 29. –) amerikai színésznő.

## Élete és pályafutása
Anyja Ruth Shepherd, apja Hogan Jackson üzleti vezető. Kate a Brooke Hill lányiskolába járt, ezután a  Mississippi Egyetem következett, amit félbehagyott és átment a Birmingham Southern College művészeti főiskolára. Ezt követően New Yorkba költözött, és a American Academy of Dramatic Arts-ra kezdett el járni.
1970-ben tűnt fel először a Dark Shadows című sorozatban, 71 epizódban alakította Daphne Collinst. 1972-ben a vetített Bonanza című westernsorozat egyik epizódjában szerepelt. 1974-ben megkapta a Gyilkos méhek című horrorfilm főszerepét. 1972 és 1976 között a The Rookies című krimisorozatban 92 részen át alakította Jill Dankót, mely megismertette őt a közönséggel.
Közvetlenül ezután a Charlie angyalai című krimisorozatban ő volt Sabrina Duncan, az egyik angyal, négy évadon át. 1983 és 1987 között a Scarecrow and Mrs. King című kalandfilmsorozat 89 epizódjában alakította a címszereplőt. Később több tévéfilmben és sorozatban kapott még kisebb-nagyobb szerepet.

## Filmográfia

### Film
| Év   | Magyar cím      | Eredeti cím           | Szerep              |
| ---- | --------------- | --------------------- | ------------------- |
| 1971 |                 | Night of Dark Shadows | Tracy Collins       |
| 1972 |                 | Limbo                 | Sandy Lawton        |
| 1977 |                 | Thunder and Lightning | Nancy Sue Hunnicutt |
| 1981 |                 | Dirty Tricks          | Karen Polly Bishop  |
| 1982 |                 | Making Love           | Claire Elliot       |
| 1989 | Örömkölyök      | Loverboy              | Diane Bodek         |
| 1999 |                 | Error in Judgment     | Shelley             |
| 2004 |                 | Larceny               | anya                |
| 2004 | Megbánás nélkül | No Regrets            | Suzanne Kennerly    |

### Televízió
Tévéfilmek
| Év   | Magyar cím            | Eredeti cím                  | Szerep                 | Magyar hang      |
| ---- | --------------------- | ---------------------------- | ---------------------- | ---------------- |
| 1972 |                       | The New Healers              | Michelle Johnson nővér |                  |
| 1972 |                       | Movin’ On                    | Cory                   |                  |
| 1973 |                       | Satan's School for Girls     | Roberta Lockhart       |                  |
| 1974 | Gyilkos méhek         | Killer Bees                  | Victoria Wells         |                  |
| 1974 |                       | Death Cruise                 | Mary Frances Radney    |                  |
| 1975 |                       | Death Scream                 | Carol                  |                  |
| 1976 |                       | Death at Love House          | Donna Gregory          |                  |
| 1979 |                       | Topper                       | Marion Kerby           |                  |
| 1981 |                       | Thin Ice                     | Linda Rivers           |                  |
| 1981 |                       | Inmates: A Love Story        | Jane Mount             |                  |
| 1983 | Hallgass a szívedre   | Listen to Your Heart         | Frannie Greene         | Györgyi Anna     |
| 1990 | Az idegen             | The Stranger Within          | Mare Blackburn         | Udvaros Dorottya |
| 1992 | Rivális               | Homewrecker                  | Lucy (hangja)          |                  |
| 1992 |                       | Quiet Killer                 | Dr. Nora Hart          |                  |
| 1993 |                       | Empty Cradle                 | Rita Donohue           |                  |
| 1993 | A rémület hullámai    | Adrift                       | Katie Nast             |                  |
| 1994 | Tökéletes bizonyíték  | Justice in a Small Town      | Sandra Clayton         | Ábrahám Edit     |
| 1994 |                       | Armed and Innocent           | Patsy Holland          |                  |
| 1995 |                       | The Silence of Adultery      | Dr. Rachel Lindsey     |                  |
| 1996 | Gyilkos a hómezőn     | The Cold Heart of a Killer   | Jessie Arnold          | Ábrahám Edit     |
| 1996 | Pánik a felhők felett | Panic in the Skies!          | Laurie Ann Pickett     |                  |
| 1996 | Mostoha               | A Kidnapping in the Family   | DeDe Cooper            |                  |
| 1997 |                       | What Happened to Bobby Earl? | Rose Earl              |                  |
| 1998 | Halálos csalódás      | Sweet Deception              | Kit Gallagher          |                  |
| 2000 | Boszorkányok iskolája | Satan's School for Girls     | dékán                  |                  |
| 2001 | Fiam bűnei            | A Mother's Testimony         | Sharon Carlson         |                  |
| 2003 | Csodakutyák           | Miracle Dogs                 | Terri Logan            |                  |
| 2006 | Gyilkosság kéziratból | A Daughter's Conviction      | Maureen Hansen         |                  |

Sorozatok
| Év        | Magyar cím                | Eredeti cím                | Szerep                       | Megjegyzések                                                                              |
| --------- | ------------------------- | -------------------------- | ---------------------------- | ----------------------------------------------------------------------------------------- |
| 1970–1971 |                           | Dark Shadows               | Daphne Harridge              | 71 epizód                                                                                 |
| 1971      |                           | The Jimmy Stewart Show     | Janice Morton                | 2 epizód                                                                                  |
| 1972      | Bonanza                   | Bonanza                    | Ellen                        | 1 epizód                                                                                  |
| 1972–1976 |                           | The Rookies                | Jill Danko                   | 92 epizód                                                                                 |
| 1976–1979 | Charlie angyalai          | Charlie’s Angels           | Sabrina Duncan               | - főszereplő (69 epizód) - magyar hangja: - Gór Nagy Mária - Árkosi Kati - Németh Kriszta |
| 1977      |                           | The San Pedro Beach Bums   | önmaga                       | 1 epizód                                                                                  |
| 1977      |                           | James at 15                | Robin                        | 1 epizód                                                                                  |
| 1983–1987 |                           | Scarecrow and Mrs. King    | Mrs. Amanda King             | főszereplő (88 epizód)                                                                    |
| 1988–1989 |                           | Baby Boom                  | J.C. Wiatt                   | 13 epizód                                                                                 |
| 1992      |                           | The Boys of Twilight       | Miss Dutton                  | 1 epizód                                                                                  |
| 1997      |                           | Dead Man's Gun             | Katherine Morrison           | 1 epizód                                                                                  |
| 1997      | Ally McBeal               | Ally McBeal                | Barbara Cooker               | 1 epizód                                                                                  |
| 1999      | Játszd újra az életed!    | Twice in a Lifetime        | Julie Smith / Mildred        | 1 epizód                                                                                  |
| 1999      | Batman of the Future      | Batman of the Future       | Bombshell (hangja)           | 1 epizód                                                                                  |
| 2000      |                           | Chicken Soup for the Soul  | Foley professzor             | 1 epizód                                                                                  |
| 2002      |                           | The Zeta Project           | Bombshell (hangja)           | 1 epizód                                                                                  |
| 2002      | Sabrina, a tiniboszorkány | Sabrina, the Teenage Witch | Candy                        | 1 epizód                                                                                  |
| 2004      | Harmadik műszak           | Third Watch                | Jan Martin                   | 2 epizód                                                                                  |
| 2006      | Family Guy                | Family Guy                 | Mrs. Amanda King (hangja)    | 1 epizód                                                                                  |
| 2006      | Amerikai fater            | American Dad!              | önmaga (hangja)              | 1 epizód                                                                                  |
| 2007      | Gyilkos elmék             | Criminal Minds             | Elizabeth Prentiss nagykövet | 1 epizód                                                                                  |